# P.C. Paardekooper
Petrus Cornelis Jozef Maria (Piet) Paardekooper (Zoeterwoude, 6 november 1920 – Snaaskerke (Gistel), 1 mei 2013) was een Nederlandse taalkundige. Hij is bekend om zijn syntactische beschrijving van het Standaardnederlands, zijn syntactische ontleedsymbolen, ook wel de methode-Paardekooper genoemd, en zijn diachrone en synchrone studies.

## Biografie
Paardekooper werd geboren als enig kind van Cornelis Petrus Paardekooper en Cornelia Johanna Duindam. Zijn vader was hoofdonderwijzer in Zoeterwoude. In 1925 verhuisde het gezin Paardekooper naar Oegstgeest, waar Cornelis Paardekooper hoofdonderwijzer werd van de rooms-katholieke lagere school Sint-Willibrordus. Na de middelbare school studeerde Paardekooper Nederlandse taal- en letterkunde aan de Rijksuniversiteit Leiden. Nadat de Duitsers die eind 1940 sloten, studeerde hij verder aan de Rijksuniversiteit Utrecht. Na zijn doctoraalexamen in 1943 gaf hij enkele jaren les aan middelbare scholen. Vanaf 1949 doceerde Paardekooper aan de katholieke leergangen in Tilburg en aan middelbare scholen in Roermond, Hengelo en Eindhoven.
In 1950 promoveerde hij bij L.J.J. Grootaers in Leuven op een dialect-geografisch onderwerp: Casussystemen binnen het Nederlandse taalgebied. In 1956 volgde een tweede promotie in Utrecht bij C.B. van Haeringen over een spraakkunstonderwerp: Syntactische verkenningen. In 1970 werd Paardekooper gewoon hoogleraar Nederlandse taalkunde aan de Katholieke Universiteit Leuven, Campus Kortrijk (KULAK).
In 1963 publiceerde Paardekooper zijn Beknopte ABN-syntaksis waarin hij de zinsontledingssymbolen methode-Paardekooper introduceerde. Het was zijn bedoeling een zo volledig mogelijke beschrijving van het ABN te maken. Hij bleef er zijn hele leven mee bezig. De laatste (7e) druk - sterk uitgebreid - verscheen in 1986. Hij publiceerde heel vaak syntactische studies eerst als artikel.  Toen hij in 1985 opnieuw geïnteresseerd raakte in het Afrikaans, werden zijn artikels vaak zowel diachrone als synchrone studies. Hij publiceerde eveneens een ABN-gids (voor correct taalgebruik) en een ABN-uitspraakgids.
Paardekooper werd behalve om zijn ontleedsysteem ook bekend om zijn tegendraadse opvattingen over spelling en over traditionele schoolregels voor verzorgd Nederlands, zoals het verschil tussen 'als' en 'dan': op grond van historische en dialectologische inzichten gaf hij in vergelijkingen de voorkeur aan beter als (beter dan was voor hem hypercorrecte schoolmeestertaal). In 1963 was hij oprichter van de Vereniging voor Wetenschappelike Spelling.
Vanaf 1985 bezocht Paardekooper een aantal Zuid-Afrikaanse universiteiten, waarbij hij ijverde om de banden tussen Afrikaans en Nederlands te versterken. Na zijn emeritaat in 1986 ging hij (vanaf 1987) doceren aan de universiteit van Leiden en was hij gastdocent aan de Utrechtse universiteit. Hij overleed op 1 mei 2013.

## Vlaanderen

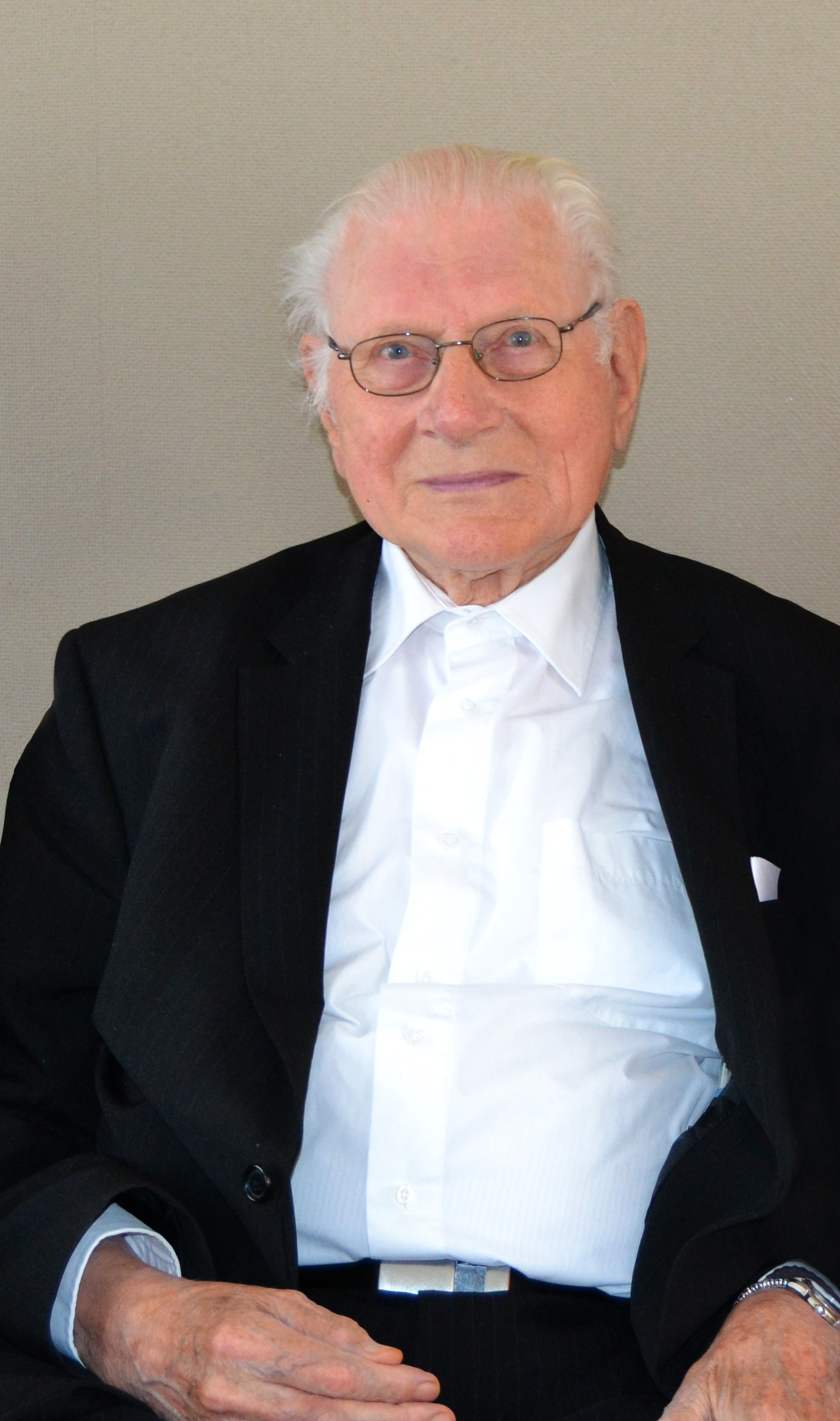
Paardekooper (2011)

Paardekooper was een pleitbezorger van de Vlaamse Beweging. Zijn interesse voor Vlaanderen ontstond tijdens zijn dialectologische studies in Leuven. Na de Tweede Wereldoorlog bestudeerde hij de Vlaamse dialecten in Leuven waar hij kennis maakte met de Vlaamse Beweging. De Vlaamse auteur André Demedts bracht hem in contact met de Frans-Vlaamse kwestie.
In 1962 gaf Paardekooper zes lezingen voor de KRO-radio, gebundeld in het boekje Er zijn geen Belgen, waarin hij stelling nam voor de culturele eenheid tussen Vlaanderen en Nederland en tegen de discriminatie van de Vlamingen in België. Het leidde tot een hevige controverse in België, waarbij de Belgische minister van Justitie, Piet Vermeylen, hem verbood het land binnen te komen. Een verbod dat na hevig protest in de Belgische Kamer voor Volksvertegenwoordigers weer ingetrokken werd.

## Methode-Paardekooper

### Ontleedtekens
Paardekoopers ontleedmethode kenmerkt zich door het gebruik van typografische tekens die worden gebruikt om de functie van een zinsdeel aan te geven. Het systeem leent zich het beste voor handmatig gebruik (bijvoorbeeld zoals in zinsontleding in de lessen Nederlands). Het benoemt zinsdelen  door middel van ontleedtekens, wat overzichtelijk en efficiënt is. Het zuiverde de spraakkunsttraditie zo veel mogelijk van Latijnse invloeden. Zijn systeem is eigenlijk de basis voor veel taalkundigen van eind 20e, begin 21e eeuw. "En óf Paardekooper school gemaakt heeft, want veel van de door Paardekooper ontwikkelde en/of gepropageerde testen worden in het taalkundige onderzoek dagelijks gebruikt—alleen zijn velen zich er niet van bewust dat ze daarmee de methode Paardekooper toepassen." (Hans Broekhuis, Neder-L, 8 mei 2013).
Als één bepaald zinsdeel over twee regels/zinsplaatsen verspreid is, wordt het ontleedteken onderbroken bij verticale ontleedtekens en bij horizontale ontleedtekens wordt er een punt gezet.

### Toepassing van de methode-Paardekooper
De volgende enkelvoudige zinnen zijn ontleed met behulp van de ontleedtekens, die per zinsdeel de functie aangeven in de zin.
|  |

De volgende samengestelde zin is ontleed met behulp van de ontleedtekens, op verschillende niveaus. De ontleding is in het voorbeeld niet volledig: de kern van het bwbn-patroon is niet benoemd als bwbn (wat Paardekooper wel deed: zie Beknopte ABN-syntaksis).
|  |